# Jorge Luis Marzo
Jorge Luis Marzo (Barcelona, 1964) es un historiador del arte, realizador audiovisual, comisario de exposiciones y profesor español.

## Biografía
Licenciado en Historia del Arte por la Universidad de Barcelona, es doctor en Estudios Culturales por la Universidad de Vic (2017). Fue profesor de la Escuela Elisava y en la actualidad (2020) lo es de BAU Centro Universitario de Artes y Diseño de Barcelona, así como miembro del Grupo de Investigación GREDITS de la Universidad de Vic. Como comisario de arte y exposiciones ha presentado trabajos en el Instituto Valenciano de Arte Moderno (IVAM), La Virreina, el Museo de Arte Contemporáneo de Barcelona (MACBA) o el Centro de Cultura Contemporánea de Barcelona, entre otros. Ha desarrollado también numerosos proyectos colaborativos nacionales e internacionales de investigación, en formato expositivo, audiovisual o editorial, a menudo en relación con las políticas de la imagen. Como autor cuenta, entre otras obras, con La competencia de lo falso: una historia del "fake" (Cátedra, 2018); Arte en España 1939-2015, ideas, prácticas, políticas, (junto con Patricia Mayayo, ed. Cátedra 2015); L'era de la degradació de l'art : poder i política cultural a Catalunya (El Tangram, 2013) o Art modern i franquisme els orígens conservadors de l'avantguarda i de la política artística a l'Estat Espanyol (Fundació Espais d'Art Contemporani, 2007).
Ha sido becario de la Real Academia de España en Roma (2019-2020) y recibió en 2013 el Premio de la Asociación Catalana de Críticos de Arte.